# Poa secunda ssp. juncifolia
Poa secunda ssp. juncifolia là một phân loài cỏ trong họ hòa thảo, thuộc chi poa.